# گری کرکوریان
گری کرکوریان (انگلیسی: Gary Kerkorian؛ ۱۴ ژانویه ۱۹۳۰ – ۲۲ مهٔ ۲۰۰۰) بازیکن فوتبال آمریکایی در پست کوارتربک ارمنی‌تبار اهل ایالات متحده آمریکا بود که در لیگ ملی فوتبال بازی می‌کرد.

## باشگاهی
از باشگاه‌هایی که در آن بازی کرده‌است می‌توان به پیتسبرگ استیلرز اشاره کرد.

## زندگی‌نامه
وی در ۱۴ ژانویه ۱۹۳۰ در لس آنجلس، کالیفرنیا به دنیا آمد و از دانشکاه استنفورد و مرکز حقوقی دانشگاه جرج‌تاون فارغ‌التحصیل شد. کرکوریان در ۲۲ مه ۲۰۰۰ در سن ۷۰ سالگی در فرزنو، کالیفرنیا درگذشت.